# Той день
Той день — десятый студийный альбом украинской рок-группы «Океан Ельзи», вышедший 20 сентября 2024 года.

## Информация об альбоме
Святослав Вакарчук, лидер группы, так описал новый альбом: 
Этот альбом ассоциируется у меня с пробуждением. С возвращением к себе после длительных поисков. Альбом недаром много в чём похож на раннее творчество группы — он лёгкий, вдохновляющий и настоящий.
Также, по словам Святослава Вакарчука, альбом является эклектичным и не имеет единой концепции.

Работа над альбомом продолжалась восемь лет, а синглы, выходившие на протяжении всего этого времени, не вошли в альбом. Святослав Вакарчук объясняет эту ситуацию следующим образом:
Вынужденная восьмилетняя работа над альбомом, конечно же, повлияла на то, что альбом менялся за годы написания. И часть песен, которые были в начале, теперь не вошли в него. Однако это и к лучшему, потому что каждая песня, которая не попала в альбом, нашла своё время для выхода. Например, «Квіти мінних зон» была нужна в 2022 году и стала синглом тогда. 
Альбом планировался к выходу в апреле 2022 года, но его выход был перенесён. На обложке альбома, как и в сингле с альбома «Мукачево», можно увидеть отсылку к родному городу Вакарчука — стилизованный цветок сакуры, символ пробуждения жизни.

## Список композиций
| №                   | Название            | Длительность |
| ------------------- | ------------------- | ------------ |
| 1.                  | «Мукачево»          | 4:18         |
| 2.                  | «Шіле»              | 3:39         |
| 3.                  | «2000 миль»         | 4:10         |
| 4.                  | «Кольорові вежі»    | 4:29         |
| 5.                  | «Дихотомія»         | 3:48         |
| 6.                  | «Ніч розведе мости» | 4:18         |
| 7.                  | «Високі башти»      | 4:36         |
| 8.                  | «Без образ»         | 3:42         |
| 9.                  | «Як ніколи»         | 4:31         |
| 10.                 | «Мамо!»             | 3:36         |
| 11.                 | «Вогонь»            | 3:07         |
| 12.                 | «Пісня пісень»      | 3:45         |
| Общая длительность: | Общая длительность: | 47:00        |